# Хаулин Вулф
Честер Артур Бернет (енгл. Chester Arthur Burnett; 10. јун 1910 — 10. јануар 1976), познатији као Хаулин Вулф (енгл. Howlin' Wolf), био је утицајни амерички блуз певач, гитариста и хармоникаш.
Својим громким гласом и импресивним присуством, Бернет спада међу водеће извођаче електричног блуза; музичар и критичар Каб Кода изјавио је „нико није раван Хаулин Вулфу у јединственој способности да заљуља кућу до темеља и истовремено да испрепада своје покровитеље својом духовитошћу.“ Многе песме које је популаризовао Барнет - као што су „Smokestack Lightnin'“, „Back Door Man“ и „Spoonful“ - постале су стандарди блуза и рок-блуза.
Висок 198 cm и тежак близу 136 kg, привлачио је пажњу на себе са једним од најгласнијих и најупечатљивијих гласова од свих „класичних“ чикашких блуз певача 1950-их. Хаулин Вулфов глас био је упоређен са „звуком тешке машине која послује на шљунковитом путу“.
Овај грубо оивичен, мало страшан музички стил стављан је често у супротност са мање суровим, али још увек моћним излагањем његовог савременика и професионалног ривала, Мади Вотерса - иако се њих двојица наводно нису разликовали у стварној личности - да би се описала два стуба чикашког блуза.
Хаулин Вулф, Сони Бој Вилијамсон (Рајс Милер), Литл Џејкобс, Били Диксон, и Муди Ватерс се обично сматрају у ретроспективи као највећи блуз уметници који су снимали за Чес (енгл. Chess) у Чикагу. Сем Филипс је једном приметио: „Кад сам чуо Хаулин Вулфа, рекао сам: ‘Ово је за мене. Ово је место где човекова душа никада не умире.’“ Ролинг стоун часопис поставио га је на 51. место на листи 100 највећих уметника свих времена Архивирано на веб-сајту  (24. август 2010).

## Детињство и младост
Рођен у Вајт Сејшну, Мисисипи, близу Вест Вест Поинта, добио је име по Честер А. Артуру, двадесет и трећем председнику Сједињених Америчких Држава, и добио надимак Биг Фут Честер и Бул Кау у својим раним годинама, због масивности. Објаснио је и порекло имена Хаулин Вулф: „Добио сам га од свог деде (Џон Џоунс)“. Користио се с тим да би му испричао причу о вуковима у том делу земље и упозорио га да, ако се не буде понашао лепо, да ће га они ухватити. Према документарном филму „The Howlin' Wolf Story“, Вулфови родитељи су пропали финансијски кад је био млад. Његова врло религиозна мајка Гетруда избацила га је из куће још док је био дете због одбијања да ради на фарми. Онда се преселио код свог стрица, Вила Јунга, који се лоше опходио према њему. Кад је имао тринаест година, побегао је, тврдећи да је босоног прешао 85 mi (137 km) (137 km), да се придружи свом оцу, где је напокон нашао срећан дом у великој породици свога оца. На врхунцу свог успеха, вратио се из Чикага у родни град да поново види мајку, али се одвезао натраг у сузама, кад га је она одбацила и одбила да узме било који новац који јој је он понудио, рекавши да је зарађен од извођења његове „ђавољеве музике“.
Године 1930. Хаулин Вулф се састао с Чарли Патоном, најпопуларнијим блузистом у Делти у том тренутку. Слушао је његово извођење ноћу споља у оближњој колиби где се окупљало друштво музичара. Тамо је запамтио да је Патон изводио „Pony Blues“, „High Water Everywhere“, „A Spoonful Blues“, и „Banty Rooster Blues“. Њих двојица су постали блиски и ускоро га је Патон учио свирати гитару. „Први комад који сам икада свирао у мом животу био је... мелодија о томе како сам свезао понија и оседлао црну кобилу.“ (Патонов „Pony Blues“). Вулф је такође учио од Патона како да привлачи пажњу јавности: „Кад би свирао своју гитару, окретао би се назад и напред, бацао је преко рамена, између ногу, бацао у ваздух.“ „Честер (Вулф) је могао изводити трикове с гитаром које је научио од Патона за остатак живота.“ „Честер је добро научио своје лекције и свирао с Патоном често (у малим заједницама у Делти)“.
Хаулин Вулфа су такође инспирисали други популарни блуз извођачи тог времена, укључујући Мисисипи Шеикс (бенд), Блајнд Лемон Џеферсон, Ма Рајнеј, Лони Џонсон, Тампа Ред, Блајнд Блејк, и Томи Џонсон (две од најранијих песама којим је овладао биле су Џеферсонова „Match Box Blues“ и Лерој Карсова „How Long, How Long Blues“). Кантри певач Џими Роџерс, који је био Вулфов идол из детињства, такође је утицао на њега. Вулф је покушао да имитира Роџерсово „плаво јодловање“, али је утврдио да његови напори звуче више као крчање или урликање. „Нисам могао да јодлујем“, Бери Гифорд га је цитирао у изјави за Ролинг стоун, „и тако сам прешао на урликање. И, то ми је успело сасвим у реду“. Његова хармоника свирала је по узору на ону која је припадала Рајс Милеру (такође познатом као Сони Бој Вилијамсон Други), који га је научио да свира кад се Хаулин преселио у Паркин, Арканзас, 1933. године.
За време 30их Вулф је наступао на америчком југу као соло извођач и са неколико музичара, између осталог с Флојдом Џонсом, Џонијем Шајнсом, Хонибојем Едвардсом, Сони Бој Вилијамсоном, Робертом Џонсоном, Робертом Џуниорем Локвудом, Вили Брауном, Сон Хаусом, Вили Џонсоном. Био је примљен у америчку војску 9. априла 1941. године, у доби од тридесет година, и стациониран у неколико база. Нашавши да се тешко прилагођава војном животу, Вулф је отпуштен 3. новембра 1943, средином Другог светског рата, никада не бивајући послат у инстранство. Вулф се вратио својој породици и помогао јој је у земљорадњи, свирајући као што је то радио 30их са Флојдом Џонсом и другима. Године 1948. формирао је бенд који су сачињавали гитариста Вили Џонсон и Мат након што „Гитара“ Марфи, хармоникаш Џуниор Паркер, пијаниста запамћен само као „Разарач“ и бубњар Вили Стил. Почео је да емитује на радио-станици KWEM-у у Вест Мемфису, Арканзас, наизменично изводећи и бацајући опрему на очеву фарму, након што се његова породица преселила у ову област исте године. На крају га је Сем Филипс открио и постигао уговор с њим за Memphis Recording Service 1951. године.

## Каријера

### 1950е
Хаулин је брзо постао локална личност, а ускоро је почео да ради с бендом који је укључивао Вили Џонсона, и гитаристу Пет Хера. Његов први снимак издат је 1951. када је снимио плочу и за браћу Бихари (Modern Records) и за Леонард Чесов Chess Records. Чес издаје Хаулин Вулфов албум „How Many More Years“ августа 1951; Вулф такође снима и за Modern Records, са Ајк Тарнером, крајем 1951. и почетком 1952. Чес је на крају победио у рату око певача, и Вулф се населио у Чикаго, Илиноис 1953.
Стигавши у Чикаго, образовао је нови бенд, убацивши Џосеп Леона „Џодија“ из „Memphis Slim's band“, поставивши га за првог гитаристу. У року од годину дана Вулф измамљује гитаристу Хјуберта Самлина да напусти Мемфис и да му се прикључи у Чикагу, Самлиново језгровит и увијен соло савршено је допуњавао Бернетов велики глас и изненађујуће суптилно фразирање. Иако се поставка Вулфовог бенда редовно мењала током година, запошљавајући много различитих гитариста и на снимању и на живим наступима, укључујући Вили Џонсона, Џуди Вилијамса, Ли Купера, Л. Д. Макгија, Отис „Big Smokey“ Смотерса, његовог брата Литл Смокиј Смотерса, Џими Роџерса, Фреди „Abu Talib“ Робинзона и Бади Гаја, између осталог, изузев неколико кратких одсуства у касним 50их, Самлин је остао члан бенда до краја Вулфове каријере.
Током 50их Вулф је имао четири песме које су квалификоване као хитови на билборду националне ар ен би листе: „How Many More Years“, његов први и највећи хит, који је достигао 4. место 1951; с друге стране, „Moanin' at Midnight“, који је достигао 10. место исте године; „Smokestack Lightning“, утврђен три недеље 1956. године на осмом месту; и „I Asked For Water (She Gave Me Gasoline)“, који се појављао на листама недељу дана 1956. године на осмом месту. Године 1959. Вулфов први албум, „Moanin' in the Moonlight“, компилација претходно објављених песама, је издат.

### 1960е
Његов албум из 1962. „Howlin' Wolf“ је чувен и утицајан блуз албум често називан „The Rocking Chair“, јер илустрација на његовом омоту приказује акустичну гитару наслоњену на столицу за љуљање. Овај албум садржи песме: „Wang Dang Doodle“, „Goin' Down Slow“, „Spoonful“, и „Little Red Rooster“, које су нашле свој пут на репертоарима британских и америчких бендова залуђених чикашким блузом. Године 1964. имао је турнеју у Европи као део American Folk Blues Festival-а, у продукцији Немаца Хорст Липмана и Фриц Рауа. Године 1965. појавио се на телевизијском шоу „Shindig“ на инсистирање Ролингстонса, који су испланирали да се појаве на истом програму, и који су обрадили Хаулинову песму „Little Red Rooster“ за свој претходни албум. Често је подржавао записе басисте и текстописца Вили Диксона, који је заслужан за Хаулин Вулфове стандарде као што су „Spoonful“, „Little Red Rooster“, „“, „“, „Evil“, „Wang Dang Doodle“ (касније обрађен од стране Коко Тејлора), и друге.
Септембра 1967. године удружио је снаге са Бо Дидлејем и Муди Ватерсом за The Super Super Blues Band album, у којем су се нашле две његове песме „The Red Rooster“ и „Spoonful“.

### 1970е
Маја 1970. Хаулин Вулф, његов дугогодишњи гитариста Хјуберт Самлин, и његов младо чикашки блуз хармоникаш Џеф Карп путовали су у Лондон заједно са продуцентомChess Records-ом, Норманом Дајроном, да сниме Howlin' Wolf London Sessions LP, у пратњи са британским рок-блуз музичарима Ерик Клептоном, Стив Вајнвудом, Ијан Стивардом, Били Вајманом, Чарли Ватсом и другима. Вулф је снимио његов задњи албум за Чес, The Back Door Wolf, 1973. године.

### Каснији приватни живот
За разлику од многих других блуз музичара, након што је напустио своје бедно детињство да би започео музичку каријеру, Хаулин Вулф је увек био финансијски успешан. Пошто је већ досегао мерило успеха у Мемфису, описао је себе као „јединог који може да се повиси из Делте као џентлмен“ у Чикаго, где је успео, у свом сопственом ауту на „блуз путу“ (енгл. Blues Highway) и с четири хиљада долара у џепу, што је за оно време, посебно за црне музичаре било ретко. У својој раној каријери, то је резултат његове музичке популарности и способности да избегне алкохол, коцкање и разне опасности, због којих су многи музичари постали плен. Иако је успевао да буде неписмен с његових 40 година, на крају се вратио у школу, да би стекао опште образовање, да би касније студирао рачуноводство и друге послове који би му помогли у пословној каријери.
Вулф је упознао своју будућу жену, Лили, кад је наступао на једном извођењу у једном чикашком клубу. Она и њена породица су били урбани и образовани, и нису били укључени у оно што се генерално могло видети као непријатан свет блуз музичара. Ипак, одмах је привукла пажњу када ју је видео у публици. Према онима који су знали, пар је остао у дубокој љубави све до Вулфове смрти. Заједно су подигли Бети и Барбару, Лилијеве ћерке из претходне везе.
Након што је оженио Лили, која је била способна да руководи професионално с финансијама, Вулф је био толико финансијски успешан, да је био у могућности да обезбеди члановима бенда не само пристојне плате, него и здравствена осигурања; то му је омогућило да запосли ваљане музичаре, и да му одржи имиџ бенда. Према његовој ћерци, никада се није понашао финансијски екстравагантно, и радије се возио „понтијаком“, него скупљим или јефтинијим аутомобилом.
Вулфово здравље погоршавало се крајем 60их и током 70их. Доживео је неколико срчаних напада, а 1970. његови бубрези су тешко оштећени у аутомобилској несрећи. Умро је од компликација бубрежне болести 1976. године.

### Заоставштина
Бернет је умро у болници, у Хајнсу, Илиноис, 10. јануара 1976. године и сахрањен је у Хилсајду, у Кук округу, Илиноис. Његов велики надгробни споменик, наводно купљен од стране Ерика Клептона, има на себи слику гитаре и хармонике.
Фестивал у знак сећања на Хаулин Вулфа одржава се сваке године у Вест Поинту, Мисисипи. „Wolf's Juke Joint Jam“ је још један фестивал одржаван у знак сећања на Хаулина, и одржава се годишње у Вест Поинту. Неки од уметника који су свирали на овим фестивалима, укључујући водећег гитаристу Хјуберта Самлина.

## Селективне награде и признања

### Награде за блуз
| Хаулин Вулфове награде за блуз |                             |                |           |
| Година                         | Категорија                  | Назив          | Резултат  |
| 2004                           |                             |                | Номинован |
| 1995                           |                             |                | Номинован |
| 1992                           | - САД или страни            |                | Победник  |
| 1990                           | (страни)                    | Memphis Days   | Номинован |
| 1989                           | (САД)                       | Cadillac Daddy | Номинован |
| 1988                           | (страни)                    |                | Победник  |
| 1987                           | Vintage/Reissue Album (САД) |                | Победник  |
| 1981                           | (страни)                    |                | Номинован |

### Почасти и увођење
У САД су почеле да излазе маркице у износу од 29 центи с ликом Хаулин Вулфа 17. септембра 1994.
| Хаулин Вулфова признања |            |          |              |
| Година                  | Категорија | Резултат | Примедба     |
| 2003                    |            | Примљен  |              |
| 1991                    |            | Примљен  | Рани утицаји |
| 1980                    |            | Примљен  |              |

## Дискографија
- 1959:
- 1962: ;
- 1964:  - уживо у Немачкој
- 1965:
- 1966:
- 1966:
- 1967:
- 1969:
- 1971:
- 1971:
- 1972:
- 1973:
- 1973:
- 1974: